# Thoracotomie
Een thoracotomie (Oudgrieks θώραξ thōrax: borst en τέμνειν temnein: snijden) is een chirurgische ingreep waarbij de borstkas wordt geopend. Dit wordt gedaan om de organen in de borst, zoals het hart, de longen, slokdarm of aorta te bereiken. Om in de thorax te komen moeten verschillende spieren van de borstkas worden doorsneden. In sommige gevallen worden ook botstructuren, met name het borstbeen doorgezaagd.  